# Eix pedalier

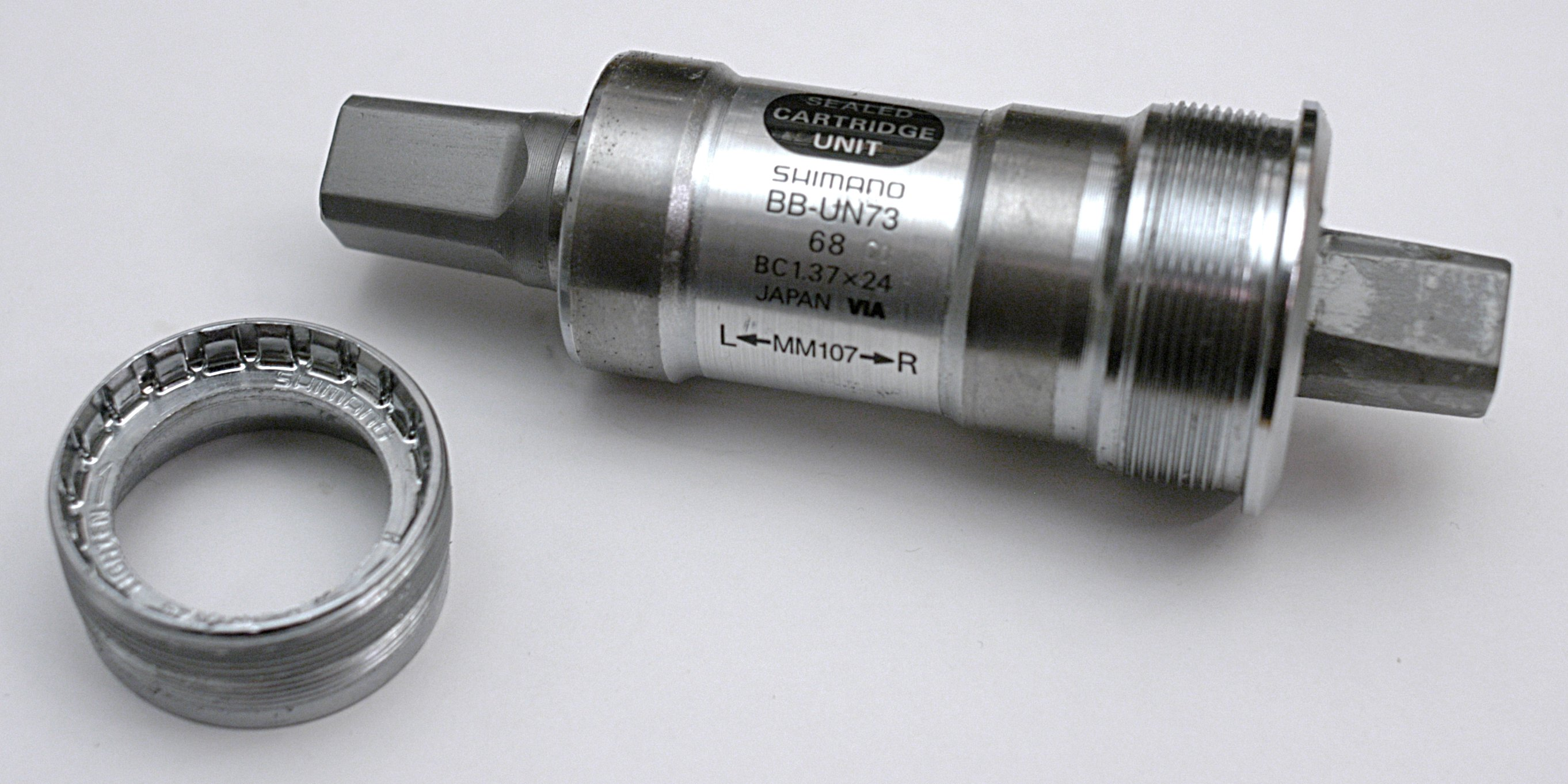
Un eix pedalier tipus cartutx segellat amb capçal quadrat

L'eix pedalier d'una bicicleta gira sobre els rodaments continguts en la caixa del pedalier. L'eix pedalier conté un capçal on les bieles s'uneixen i els plats i els pedals s'adhereixen a les bieles.

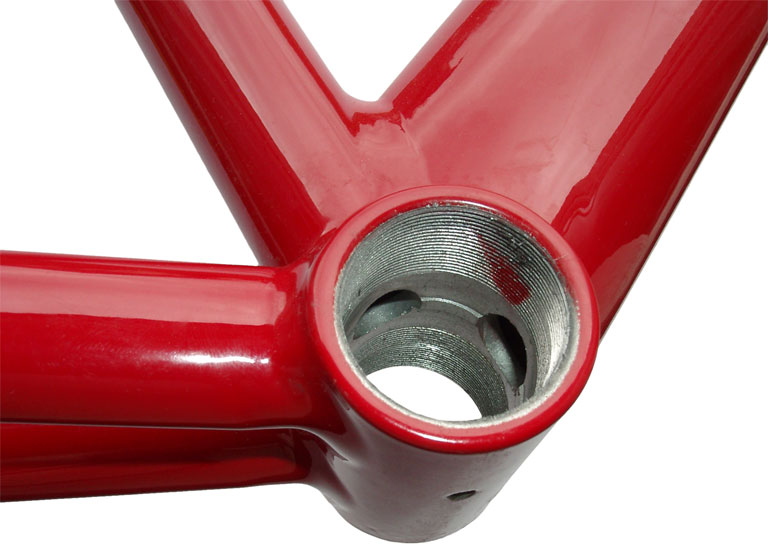
Caixa de pedalier

La caixa del pedalier connecta al tub cap al seient, el tub oblic o inferior i les beines com a part del quadre de la bicicleta.
Els tipus més comuns de pedalier són tres:
- Ajustables, que usen coixinets amb sistema cons- caçoletes ficats en la caixa del pedalier.
- Cartutx segellat, que l'eix i els rodaments formen una peça completa que s'introdueix dins de la caixa de pedalier.
- D'una peça, una sola peça d'acer forma els braços de maneta i un eix. L'eix es desplaça sobre coixinets a l'interior del pedalier. La majoria de les bicicletes de platja d'una velocitat tenen una unitat d'una sola peça que forma el pedalier.[1][2]